# Шмельхер, Вилли
Вилли Шмельхер (нем. Willy Schmelcher; 25 октября 1894, Эппинген, Германская империя — 15 февраля 1974, Саарбрюкен, ФРГ) — немецкий политик, группенфюрер СС, генерал-лейтенант полиции.

## Биография
Вилли Шмельхер родился 25 октября 1894 года в семье стекольщика. В 1911 году окончил среднюю школу в Эппингене. До 1914 года учился в строительной школе в Штутгарте. С августа 1914 по сентябрь 1918 год в качестве сапёра участвовал в Первой мировой войне, а затем попал в британский плен, в котором пробыл до 1920 года. После сдачи экзамен на аттестат зрелости он изучал строительную инженерию. Во время учёбы в начале 1920-х годов был членом земельного сообщества «Боруссия-Штутгарт». В 1925 году получил диплом инженера в университете Штутгарта, а в 1927 году сдал первый государственный экзамен по специальности строительная инженерия. С того же года работал в городе Нойштадт-ан-дер-Вайнштрасе, сначала в объединении по водоснобжению и канализациям, а с 1932 года работал в машиностроительной кампании. В 1934 году женился, у супругов родилось четверо детей.
С 1920 по 1928 года был членом военного союза «Викинг». После роспуска союза в июне 1928 года вступил в НСДАП (билет № 90783) и Штурмовые отряды (СА). С 1929 по 1934 год принадлежал к фракции НСДАП в городском совете Нойштадта и стал её председателем. В рядах СА с 1928 по август 1930 года он был руководителем гау в Бадене. В 1930 году был зачислен в ряды СС (№ 2648) и два месяца спустя покинул ряды штурмовиков. С 1932 по 1935 был командиром 10-го штандарта СС в Кайзерслаутерне.
После прихода нацистов к власти в марте 1933 года Шмельхер стал председателем фрацкии НСДАП в крайстаге Пфальца и оставался на этой должности до 1937 года. С ноября 1933 по 1945 года принадлежал нацистскому рейхстагу. С 1935 по 1942 год был руководителем полиции в Саарбрюкене. В 1938 году после Аншлюса Австрии был заместителем выборочного руководителя гау от НСДАП в Нижней Австрии.
В 1940 году недолго находился на военной службе. С декабря 1940 по январь 1942 года ему было поручено наблюдать за делами руководителя полиции в Меце. С середины ноября 1941 и до начала июля 1943 года был руководителем СС и полиции в Чернигове. С мая по сентябрь 1943 года был руководителем СС и полиции в Житомире. В ноябре 1943 года ему было присвоено звание группенфюрера СС и генерал-лейтенанта полиции. В декабре 1944 года исполнял обязанности высшего руководителя СС и полиции на Варте со штаб-квартирой в Позене. С октября 1943 по май 1945 года был руководителем организации «Техническая помощь» в главном управлении  полиции порядка.

### После войны
После окончания войны был интернирован. В январе 1949 года прошёл денацификацию. С 1954 по 1962 год работал в отделе гражданской обороны министерства внутренних дел Саарской области. Умер в 1974 году в Саарбрюкене.